# Bot (Spanyolország)
Bot egy község Spanyolországban, Tarragona tartományban. Bot Horta de Sant Joan, Caseres, Batea, Gandesa és Prat de Comte községekkel határos. Lakosainak száma 554 fő (2024).

## Népesség
A település népessége az elmúlt években az alábbi módon változott:
| Lakosok száma | 259  | 1412 | 1348 | 1344 | 981  | 783  | 683  | 630  | 573  | 554  |
|               | 1717 | 1900 | 1940 | 1960 | 1986 | 2005 | 2010 | 2014 | 2019 | 2024 |